# William F. Halsey
William Halsey, Jr. (30. října 1882 Elizabeth, New Jersey – 20. srpna 1959 Fishers Island) byl důstojník amerického námořnictva a velitel americké 3. flotily za druhé světové války v Tichomoří. Díky své impulzivní povaze, bezprostřednímu jednání a odvaze si vysloužil přezdívku „Bull“ („Býk“).
Za první světové války se účastnil první bitvy o Atlantik a za svou službu získal vyznamenání Navy Cross. Nejprve byl velitelem torpédoborců, v polovině 30. let však získal pilotní průkaz, což mu umožnilo převzít velení letadlové lodě USS Saratoga. Od roku 1938 velel divizi letadlových lodí a od roku 1940 všem americkým letadlovým lodím.
V době japonského útoku na Pearl Harbor byl na moři na palubě své vlajkové lodě USS Enterprise. Pro velmi bolestivou kožní chorobu byl na konci května 1942 upoután na lůžko, nemohl tak velet svému svazu lodí v bitvě u Midway, což později označil za největší zklamání své kariéry. V polovině října 1942 převzal velení nad guadalcanalskou kampaní. Následně velel řadě operací v oblasti Pacifiku, včetně dobytí Šalomounových ostrovů a Filipín. Byl přítomen podepsání japonské kapitulace na palubě bitevní lodě USS Missouri.
V roce 1947 odešel do penze. Zemřel v roce 1959 a byl pohřben na Arlingtonském národním hřbitově.
Na jeho počest byla zatím pojmenována dvojice amerických válečných lodí. První byl USS Halsey (DLG-23), křižník třídy Leahy. Druhou je USS Halsey (DDG-97), torpédoborec třídy Arleigh Burke.